# 塞奥尼
塞奥尼（Seoni），是印度喜马偕尔邦Shimla县的一个城镇。总人口1529（2001年）。

## 人口
该地2001年总人口1529人，其中男性762人，女性767人；0—6岁人口183人，其中男98人，女85人；识字率80.12%，其中男性为82.41%，女性为77.84%。